# Dvolist
Dvolist (vimenjak, šumski zumbul, lat. Platanthera), veliki biljni rod iz porodice kaćunovki. Preko 150 priznatih vrsta. Naziv vimenjak dolazi po izduženim gomoljima nalik na životinjska vimena, dok latinski naziv Platanthera, dolazi od grčkog platys, širok i i anthera, prašnica
U Hrvatskoj rastu vrste zelenkasti dvolist (P. chlorantha) i mirisavi dvolist (P. bifolia).

## Vrste
1. Platanthera albomarginata
2. Platanthera algeriensis
3. Platanthera alpinipaludosa
4. Platanthera amabilis
5. Platanthera anatina
6. Platanthera andrewsii
7. Platanthera angustata
8. Platanthera angustilabris
9. Platanthera apalachicola
10. Platanthera aquilonis
11. Platanthera azorica
12. Platanthera bakeriana
13. Platanthera beckneri
14. Platanthera bhutanica
15. Platanthera bicolor
16. Platanthera bifolia
17. Platanthera blephariglottis
18. Platanthera blumei
19. Platanthera boninensis
20. Platanthera borneensis
21. Platanthera brevicalcarata
22. Platanthera brevifolia
23. Platanthera calceoliformis
24. Platanthera calderoniae
25. Platanthera canbyi
26. Platanthera carnosilabris
27. Platanthera channellii
28. Platanthera chapmanii
29. Platanthera chlorantha
30. Platanthera chorisiana
31. Platanthera ciliaris
32. Platanthera clavellata
33. Platanthera colemanii
34. Platanthera concinna
35. Platanthera contigua
36. Platanthera convallariifolia
37. Platanthera cooperi
38. Platanthera correllii
39. Platanthera cristata
40. Platanthera cumminsiana
41. Platanthera deflexilabella
42. Platanthera densa
43. Platanthera devolii
44. Platanthera dilatata
45. Platanthera dulongensis
46. Platanthera elegans
47. Platanthera elliptica
48. Platanthera elmeri
49. Platanthera elongata
50. Platanthera enigma
51. Platanthera ephemerantha
52. Platanthera epiphytica
53. Platanthera estesii
54. Platanthera finetiana
55. Platanthera flava
56. Platanthera florentii
57. Platanthera formosana
58. Platanthera fujianensis
59. Platanthera fuscescens
60. Platanthera gonggana
61. Platanthera hachijoensis
62. Platanthera halconensis
63. Platanthera handel-mazzettii
64. Platanthera hollandiae
65. Platanthera hologlottis
66. Platanthera hondoensis
67. Platanthera hookeri
68. Platanthera huronensis
69. Platanthera hybrida
70. Platanthera hyperborea
71. Platanthera iinumae
72. Platanthera inouei
73. Platanthera integra
74. Platanthera integrilabia
75. Platanthera japonica
76. Platanthera keenanii
77. Platanthera kinabaluensis
78. Platanthera komarovii
79. Platanthera kwangsiensis
80. Platanthera lacera
81. Platanthera lassenii
82. Platanthera leptocaulon
83. Platanthera leptopetala
84. Platanthera leucophaea
85. Platanthera linearifolia
86. Platanthera longibracteata
87. Platanthera longicalcarata
88. Platanthera longifolia
89. Platanthera lueri
90. Platanthera mandarinorum
91. Platanthera maximowicziana
92. Platanthera mearnsii
93. Platanthera metabifolia
94. Platanthera michaelii
95. Platanthera micrantha
96. Platanthera miniangustata
97. Platanthera minor
98. Platanthera minutiflora
99. Platanthera mixta
100. Platanthera nantousylvatica
101. Platanthera neglecta
102. Platanthera nematocaulon
103. Platanthera nipponica
104. Platanthera nivea
105. Platanthera nubigena
106. Platanthera obtusata
107. Platanthera okuboi
108. Platanthera oligantha
109. Platanthera ophrydioides
110. Platanthera ophryotipuloides
111. Platanthera orbiculata
112. Platanthera oreades
113. Platanthera oreophila
114. Platanthera osceola
115. Platanthera ovatilabris
116. Platanthera pachycaulon
117. Platanthera pachyglossa
118. Platanthera pallida
119. Platanthera papuana
120. Platanthera peichatieniana
121. Platanthera peramoena
122. Platanthera pollostantha
123. Platanthera praeclara
124. Platanthera psycodes
125. Platanthera purpurascens
126. Platanthera replicata
127. Platanthera reznicekii
128. Platanthera robinsonii
129. Platanthera roseotincta
130. Platanthera sachalinensis
131. Platanthera saprophytica
132. Platanthera shriveri
133. Platanthera sikkimensis
134. Platanthera sonoharae
135. Platanthera sparsiflora
136. Platanthera stapfii
137. Platanthera stenantha
138. Platanthera stenochila
139. Platanthera stenoglossa
140. Platanthera stricta
141. Platanthera superantha
142. Platanthera taiwanensis
143. Platanthera takedae
144. Platanthera tescamnis
145. Platanthera tipuloides
146. Platanthera transversa
147. Platanthera unalascensis
148. Platanthera undulata
149. Platanthera uniformis
150. Platanthera urceolata
151. Platanthera ussuriensis
152. Platanthera vossii
153. Platanthera whangshanensis
154. Platanthera yadongensis
155. Platanthera yadonii
156. Platanthera yosemitensis
157. Platanthera zothecina